# Jennifer Fallon
Jennifer Fallon (1959) is een Australisch schrijfster van sciencefiction en fantasy. Ze is een tevens een zakenvrouw, trainer en zakenconsultant.
Tot dusver heeft Fallon al meer dan 750.000 boeken verkocht wereldwijd, waaronder drie trilogieën en een tetralogie. Haar boeken verschijnen bij Voyager Books, Tor, Orbit, ACT, Heyne, Egmont en Luitingh Fantasy. Fallon hielp ook mee bij het schrijven van de Stargate SG-1-novel Roswell samen met Sonny Whitelaw.

### The Demon Child Trilogy
- 2000 - Medalon
- 2001 - Treason Keep
- 2001 - Harshini

### The Second Sons Trilogy
- 2002 - Lion of Senet
- 2003 - Eye of the Labyrinth
- 2003 - Lord of the Shadows

### The Hythrun Chronicles
- 2004 - Wolfblade
- 2004 - Warrior
- 2005 - Warlord

### The Tide Lords
- 2007 - The Immortal Prince
- 2007 - Gods of Amyrantha
- 2008 - The Palace of Impossible Dreams
- 2008 - The Chaos Crystal

### Rift Runners
- 2011 - The Undivided
- 2011 - Dark Divide
- 2012 - Reunion

### Andere boeken
- 2007 - Stargate SG-1: Roswell (samen met Sonny Whitelaw)

### Kortverhalen
- 2009 - More Tales of Zorro
- 2009 - Australia's Legends of Fantasy
- 2010 - Baggage
- 2010 - Chicks in Capes